# Nanfeng, Gansu
Nanfeng (kinesiska: 南丰) är en köping i nordvästra Kina. Den ligger i Minle härad i staden Zhangye i provinsen Gansu, omkring 360 kilometer nordväst om provinshuvudstaden Lanzhou. Antalet invånare är 17 216. Befolkningen består av 8 401 kvinnor och 8 815 män. Barn under 15 år utgör 19,0 %, vuxna 15-64 år 73 %, och äldre över 65 år 6,0 %.